# Función ejecutiva (neuropsicología)
Función ejecutiva es un concepto propio del campo de la neuropsicología que engloba un amplio abanico de habilidades cognitivas dirigidas al logro de una meta y orientadas al futuro.
Dentro de las funciones ejecutivas existen diferentes procesos que convergen en su concepto general, entre ellas podemos encontrar las básicas como la inhibición de la respuesta, la flexibilidad cognitiva y la memoria de trabajo, y las que derivan de ellas, como la planificación y la organización.
Las funciones ejecutivas permiten responder a nuevas situaciones y son la base para controlar otros procesos cognoscitivos, emocionales y comportamentales. Son muy importantes para la ejecución de la mayor parte de las actividades diarias del ser, principalmente las que involucran la creación de planes, la toma de decisiones, la solución de problemas, el autocontrol y la regulación.

## Breve reseña histórica
Alexander Luria esboza una primera aproximación del concepto en su libro Higher Cortical Functions in Man en 1966. 
En las últimas décadas, el encuentro entre la neurología y la psicología cognitiva ha dado lugar a una rama de la psicología experimental (la neuropsicología) que trata de hacer confluir los aportes de ambas disciplinas. Es en este contexto donde debemos situar el concepto de «funciones ejecutivas».
El término «funciones ejecutivas» fue acuñado por Muriel Lezak en 1982, quien lo describió como el conjunto de actividades cognitivas que favorecen llevar a cabo un plan coherente dirigido hacia el logro de una meta específica.

## Habilidades mediadas por las funciones ejecutivas
El concepto de funciones ejecutivas (FE) define a un conjunto de habilidades cognitivas que permiten la anticipación y el establecimiento de metas, la formación de planes y programas, el inicio de las actividades y operaciones mentales, la autorregulación de las tareas y la habilidad de llevarlas a cabo eficientemente. Este concepto define la actividad de un conjunto de procesos cognitivos vinculada al funcionamiento de los lóbulos frontales cerebrales del ser humano.
La FE se refiere a una serie de factores organizadores y ordenadores subyacentes a todas las demás actividades cognitivas y pueden permanecer intactas, pudiendo una persona sufrir pérdidas cognitivas considerables y continuar siendo independiente, constructivamente autosuficiente y productiva.
En los últimos años se ha intentado delimitar las capacidades que componen el constructo de las FE y se han especificado varios componentes: memoria de trabajo, planificación, flexibilidad, monitorización e inhibición de conductas.
En este sentido, Elkhonon Goldberg, discípulo de Luria, en su libro El cerebro ejecutivo utiliza la metáfora del "director de orquesta". Según esta metáfora, los lóbulos frontales como sustrato anatómico principal de las funciones ejecutivas serían los encargados de recibir información del resto de estructuras cerebrales coordinándolas entre sí para realizar conductas proposicionales o dirigidas a un fin. 
La estimulación de las funciones ejecutivas (asociadas a la corteza prefrontal) es realizada por el neuropsicólogo clínico. Cuanto antes se realice dicha rehabilitación, mayor será la recuperación funcional del paciente, si bien habrán de tenerse en cuenta otros factores relativos a la propia plasticidad neuronal (edad del paciente, historia previa, etc.). La rehabilitación de los pacientes frontales cobra una vital importancia ante las manifestaciones conductuales relativas a dicho daño cerebral y la forma que estas afectan a la vida diaria y al entorno del paciente.
Tradicionalmente se han estudiado los déficits en las FE en sujetos con daño cerebral frontal. Más recientemente también se han estudiado en sujetos con daño cerebral en otras regiones tales como el cerebelo o las áreas subcorticales; así como en las diferentes enfermedades neurodegenerativas.
También se han comprobado déficits en las funciones ejecutivas en trastornos tan variados como el trastorno por déficit de atención con hiperactividad (TDAH) o los trastornos psiquiátricos clásicos. Estos déficits ejecutivos apoyan las teorías del origen biológico de estos trastornos.

## Principales funciones ejecutivas
Para Portellano y García (2014), los componentes esenciales de las funciones ejecutivas son:
- Actualización: capacidad para adquirir, insertar y manipular nuevas informaciones útiles en la resolución de problemas novedosos y complejos.
- Fluencia: capacidad de proceso de información y emisión de respuestas de forma eficaz empleando el menor tiempo posible.
- Flexibilidad: capacidad para emitir las respuestas adecuadas y pertinentes en cada nueva situación, inhibiendo aquellas respuestas que no resultan adecuadas y facilitando, por tanto, la alternancia eficaz entre nuevas tareas.
- Inhibición: es la capacidad para suprimir la información no relevante o las repuestas automáticas que no son apropiadas a la hora de realizar una tarea de forma eficaz.
- Programación o planificación: es la capacidad para determinar, seleccionar y organizar de forma eficaz los pasos y tareas necesarias para conseguir el objetivo propuesto.
- Toma de decisiones: es la capacidad de elegir la opción más eficaz de entre las varias alternativas disponibles.
- Memoria de trabajo: es la capacidad de manipulación activa de información  mientras realizamos una actividad cognitiva.
- Autorregulación: es la capacidad de controlar los estados de ánimo para alcanzar los objetivos y metas.